# Alexandra Araujo
Alexandra Araujo (Rio de Janeiro, 13 luglio 1972) è una pallanuotista brasiliana naturalizzata italiana, vincitrice di una medaglia d'oro ai giochi olimpici di Atene 2004.

## Biografia
Con le squadre di club ha conquistato quattro LEN (due con Palermo e due con la Roma Pallanuoto). Con la nazionale ha conquistato un oro olimpico, due ori mondiali e tre ori europei. Dopo il ritiro, nel 2011 è nello staff della nazionale italiana; successivamente allena le giovanili della Waterpolo Palermo ed è team manager del Telimar Palermo.

## Palmarès

### Club
- Coppe LEN: 4

Palermo: 1999-00, 2001-02
Roma: 2006-07, 2007-08

### Nazionale
- Olimpiadi

Atene 2004: 
- Mondiali

Perth 1998: 
Fukuoka 2001: 
Barcellona 2003: 
- Coppa del Mondo

Winnipeg 1999: 
- Europei

Siviglia 1997: 
Prato 1999: 
Budapest 2001: 
Lubiana 2003: 